# Arquebisbat d'Olomouc
L'arquebisbat d'Olomouc (txec: Arcidiecéze olomoucká; llatí: Archidioecesis Olomucensis) és una seu metropolitana de l'Església catòlica a Txèquia. Al 2013 tenia 745.200 batejats d'un total de 1.407.000 habitants. Actualment està regida per l'arquebisbe metropolità Jan Graubner.

## Territori
L'arxidiòcesi es troba a la part central de Moràvia
La seu arxiepiscopal és la ciutat d'Olomouc, on es troba la catedral de Sant Venceslau. A Velehrad es troba el santuari marià més important de la República Txeca, la basílica de l'Assumpció de la Benaurada Verge Maria i dels Sants Ciril i Metodi.
El territori s'estén sobre 10.088km² i està dividit en 418 parròquies.

## Història
Olomouc esdevingué un important centre de l'imperi de la Gran Moràvia entre els segles IX i x. En el darrer període va ser capital de la regió de Moràvia. En aquest període hi ha molts testimonis de la presència de nombrosos bisbes a Moràvia, tot i que encara no està provada documentalment l'erecció d'una diòcesi a la regió. En qualsevol cas, la Moràvia del segle x formava part del bisbat de Ratisbona i més tard del bisbat de Praga.
El bisbat d'Olomouc va ser erigit el 1063, prenent el territori, que ocupava tota Moràvia, del bisbat de Praga, i inicialment era sufragani del bisbat de Magúncia.
El 1182 Moràvia esdevingué independent i els marcgravis de Moràvia tenien el dret de nomenament episcopal, abans exercit pels ducs de Bohèmia.
A les darreries del segle xii va tenir lloc una curiosa disputa eclesiàstica: el bisbe Kaim havia omès la imposició de mans a les ordenacions sacerdotals i diaconals del 1193. Dos anys més tard el bisbe Engelbert corregí el ritu, que va ser declarat nul pel cardenal Pietro el 1197 i va haver de repetir-se.
El 1207 l'Església obtingué l'excepció de les taxes i el capítol el dret d'elecció del bisbe.
Al segle xiii els bisbes tenien el títol de príncep-bisbe i l'arquebisbat d'Oomouc era un dels principats eclesiàstics del Sacre Imperi, comprès a la regió de Bohèmia. La seu d'Olomuc esdevingué una cobejada càtedra episcopal, donada la seva posició estratègica que la convertia en fonamental a les qüestions de la regió de Bohèmia, en particular després de la lluita per la successió al tron de Praga del segle xvii.
El cedí una porció del seu territori per tal que s'erigís el bisbat de Litomyšl, i esdevingué sufragània de l'arquebisbat de Praga
El veí bisbat de Litomyšl patí un període de declivi després de les guerres hussites, tenint el seu darrer bisbe el 1474, sent regida per administradors fins a la meitat del segle xvi, quan va ser suprimit i part del seu territori va ser incorporat al bisbat d'Olomouc.

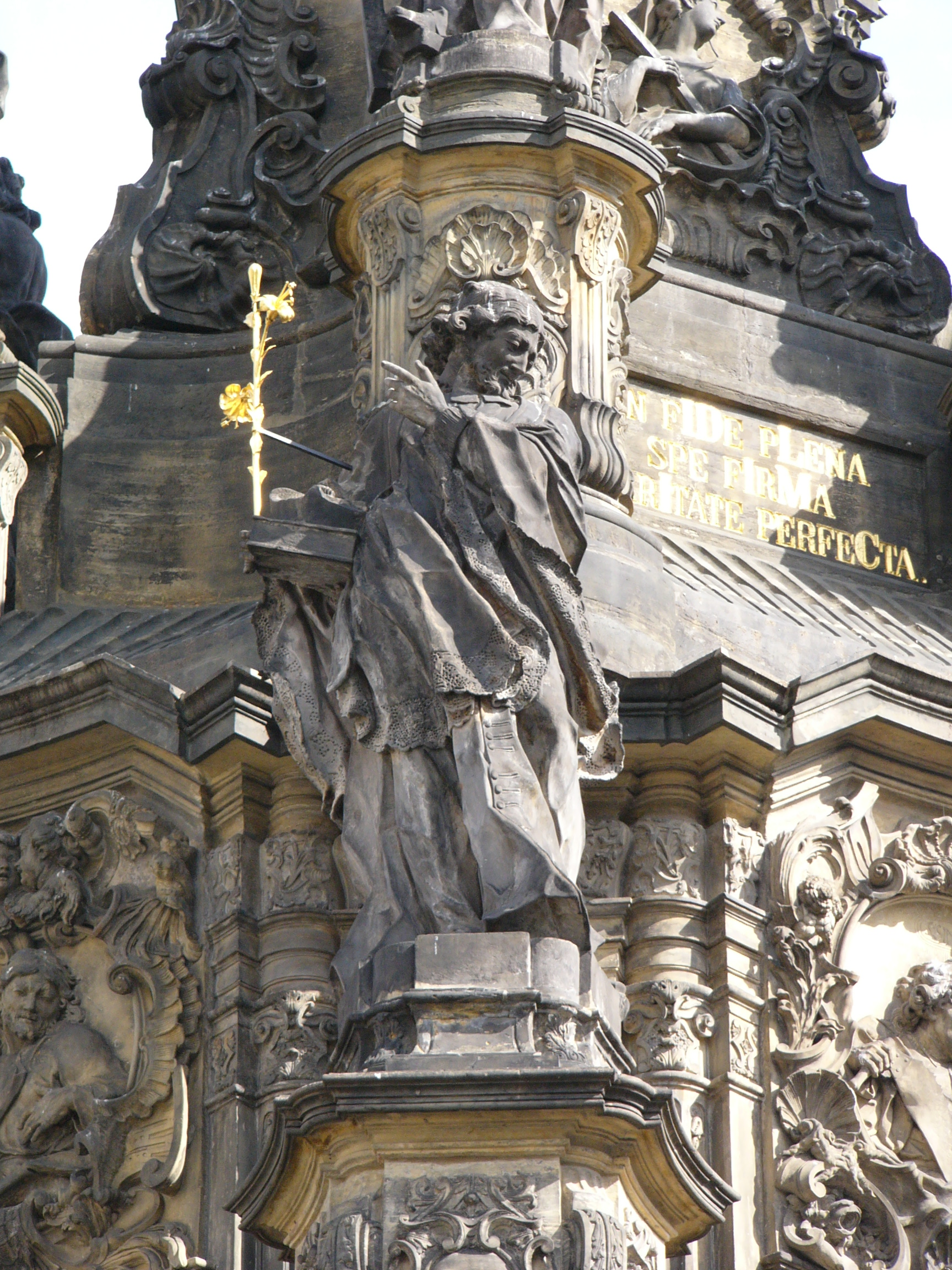
L'estàtua de sant Giovanni Sarkander, part de la Columna de la Santíssima Trinitat barroca d' Olomouc

El 17 de març de 1620 Giovanni Sarkander, rector de parròquia, va ser martiritzat a Olomouc per la defensa del secret de confessió. Va ser beatificat el 1859 i canonitzat el 1995.
El 1773 el Papa Climent XIV revocà al capítol el privilegi de l'elecció episcopal.
Va ser elevada al rang d'arxidiòcesi metropolitana el 5 de desembre de 1777 mitjançant la butlla Suprema dispositione del Papa Pius VI, i paral·lelament cedí una porció del seu territori per tal que s'erigís el bisbat de Brno.
Després de la secularització d'inicis del segle xix, l'arxidiòcesi continuà existint com a entitat eclesiàstica.
El Papa Pius VI restituí al capítol el dret de l'elecció de l'arquebisbe.
L'arxidiòcesi va ser governada entre 1819 i 1831 pel cardenal Rudolf Johannes von Habsburg-Lothringen, amic íntim de i dedicatari de la Missa Solemnis op. 123. Beethoven va tenir l'oportunitat per començar a escriure la seva obra mestre després de rebre la notícia del nomenament del seu amic cardenal per la seu d'Olomouc.
Durant el règim totalitari l'arquebisbe Matocha va ser internat el 1950 fins a la seva mort el 1961. No es va escollir un nou arquebisbe fins al 1989.
El 1995 l'arxidiòcesi va ser visitada pel Papa Joan Pau II, que canonitzà a Zdislava Berka i a Giovanni Sarkander.
El 30 de maig de 1996 cedí una porció de territori per tal que s'erigís el bisbat d'Ostrava-Opava.

## Cronologia episcopal

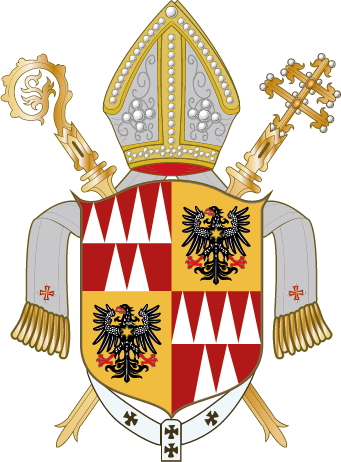
Escut de l'arxidiòcesi

### Bisbes d'Olomouc
- Sant Metodi † (880 - 885)
- Wiching (890)
- Un bisbe enviat des de Roma † (898/900 - ?)
- Jan (?) (914 - 932)
  - Sede vacante (?)
- Silvestr (?) † (vers 960 - 966)
  - Seu unida a la diòcesi de Ratisbona (966 - 976)
- Vratislav (?) † (976 - 981)
  - Seu unida a la diòcesi de Ratisbona (981 - 991)
  - Seu unida a la diòcesi de Praga (991 - 1063)
- Jan † (1063 - 25 de novembre de 1086 mort)
  - Seu unida a la diòcesi de Praga (1086-1088) (?)
- Vezel † (1086 - 3 de juliol de 1091 ? mort)
- Ondřej Dubrawa † (1091 - 22 de maig de 1096 mort)
- Jindřich (?) † (1096 - 13 de juny de 1099 mort)
- Petr † (1099 - de juliol de 1104 mort)
- Jan † (1104 - 21 de febrer de 1126 mort)
- Jindřich Zdík, O.Praem. † (22 de març de 1126 - 25 de juny de 1150 mort)
- Jan z Litomyšle, O.Praem. † (1150 - 1 d'abril de 1172 mort)
- Dětleb † (1172 - 4 de novembre de 1182 mort)
- Pelhřim † (1182 - 2 de març de 1183 mort)
- Kaim (Chaim von Böhmen) † (1183 - 12 de gener de 1194 mort)
- Engelbert von Brabant † (de febrer de 1194 - 17 de desembre de 1199 mort)
- Jan Bavor † (1199 - 1 d'octubre de 1201 mort)
- Robert, O.Cist. † (1201 - 1240 deposat)
  - Wilhelm † (1241 - 1245) (bisbe electe)
  - Konrad von Friedberg † (circa 1240 - 1245 deposat) (antibisbe)
- Bruno von Schauenburg † (20 de setembre de 1245 - 18 de febrer de 1281 mort)
- Theoderich von Neuhaus † (1281 - 10 d'octubre de 1302 mort)
- Johannes von Waldstein † (1302 - 7 d'octubre de 1311 mort)
- Pietro Angeli de Ponte Corvo † (1311 - 7 de juny de 1316 mort)
- Konrad † (13 de juliol de 1316 - 8 d'agost de 1326 mort)
- Jindřich Berka z Dubé † (26 de setembre de 1326 - 29 de desembre de 1333 mort)
- Jan Volek † (27 de març de 1334 - 27 de setembre de 1351 mort)
- Jan Očko z Vlašimi † (17 de novembre de 1351 - 23 d'agost de 1364 nomenat arquebisbe de Praga)
- Jan ze Středy † (23 d'agost de 1364 - 20 de desembre de 1380 mort)
- Petr Jelito † (1381 - 12 de febrer de 1387 mort)
- Jan Soběslav † (1387 - 13 de juny de 1388 nomenat patriarca d'Aquileia)
- Nikolaus von Riesenburg † (26 de març de 1390 - 6 de juny de 1397 mort)
- Jan Mráz † (20 de juliol de 1397 - 1403 mort)
- Lacek z Kravař † (2 de juny de 1403 - 1408 mort)
- Konrád z Vechty † (9 de juny de 1410 - 10 de febrer de 1413 nomenat arquebisbe de Praga)
  - Václav Králík z Buřenic † (1413 - de setembre de 1416 mort) (administrador apostòlic)
- Jan Železný † (14 de febrer de 1418 - 9 d'octubre de 1430 mort)
- Kuneš ze Zvole † (10 de gener de 1431 - 4 d'agost de 1434 mort)
- Pavel z Miličína † (25 de gener de 1435 - 2 de maig de 1450 mort)
- Johann Haes (Haz) † (8 de juliol de 1450 - 19 de maig de 1454 mort)
- Bohuslav ze Zvole † (16 d'agost de 1454 - 31 de juliol de 1457 mort)
- Tas (Protasius) z Boskovic † (27 de juliol de 1459 - 25 d'agost de 1482 mort)
- Johann Filipec † (1484 - 1492 ? renuncià)
  - János Vitéz † (4 de juliol de 1487 - 3 de juny de 1489 nomenat bisbe de Veszprém) (administrador apostòlic)
  - Ardicino della Porta † (3 de juny de 1489 - 1492 renuncià) (administrador apostòlic)
  - Joan de Borgia Llançol de Romaní † (8 de febrer de 1493 - 30 de gener de 1497 renuncià) (administrador apostòlic)
- Stanislav Thurzó (30 de gener de 1497 - 17 d'abril de 1540 mort)
- Bernard Zoubek ze Zdětína † (18 de març de 1541 - abans del 27 de juny de 1541 mort)
- Jan Skála z Doubravky a Hradiště (Johannes Dubravius) † (27 de juny de 1541 - 6 de setembre de 1553 mort)
- Marek Khuen z Olomouce † (22 de desembre de 1553 - 10 de febrer de 1565 mort)
- Vilém Prusinovský z Víckova † (13 d'abril de 1565 - 16 de juny de 1572 mort)
- Jan Grodecký † (19 de novembre de 1572 - 1 de gener de 1574 mort)
- Thomas Albin von Helfenburg † (8 d'octubre de 1574 - 10 de març de 1575 mort)
- Johannes Mezoun † (4 de maig de 1576 - 16 de febrer de 1578 mort)
- Stanislav Pavlovský † (26 d'agost de 1579 - 2 de juny de 1598 mort)
- Franz Seraph von Dietrichstein † (1 de setembre de 1599 - 23 de setembre de 1636 mort)
  - Johannes Ernst Plateis von Plattenstein † (de novembre de 1636 - 21 d'agost de 1637 mort) (bisbe electe)
- Leopold Guillem d'Habsburg † (28 de setembre de 1638 - 21 de novembre de 1662 mort)
- Karl Joseph † (23 d'abril de 1663 - 27 de gener de 1664 mort)
- Karl II von Liechtenstein-Kastelkorn † (11 d'agost de 1664 - 23 de setembre de 1695 mort)
- Karl Joseph von Lothringen † (20 de novembre de 1694 - 26 de gener de 1711 nomenat arquebisbe de Trèveris)
- Wolfgang Hanibal von Schrattenbach † (23 de desembre de 1711 - 22 de juliol de 1738 mort)
- Jakob Ernst von Liechtenstein-Kastelkorn † (26 de gener de 1739 - 13 de setembre de 1745 nomenat arquebisbe de Salzburg)
- Ferdinand Julius von Troyer † (28 de març de 1746 - 5 de febrer de 1758 mort)
- Leopold Friedrich von Egkh und Hungersbach † (2 d'octubre de 1758 - 15 de desembre de 1760 mort)
- Maximilian von Hamilton † (17 d'agost de 1761 - 31 d'octubre de 1776 mort)

### Arquebisbes d'Olomouc
- Antonín Theodor Colloredo-Waldsee † (30 de març de 1778 - 12 de setembre de 1811 mort)
- Maria-Thaddeus von Trauttmansdorf Wiensberg † (26 de novembre de 1811 - 20 de gener de 1819 mort)
- Rudolf Johannes von Habsburg-Lothringen † (24 de març de 1819 - 23 de juliol de 1831 mort)
- Ferdinand Maria von Chotek † (24 de febrer de 1832 - 5 de setembre de 1836 mort)
- Maximilian Joseph Gottfried Sommerau Beeckh † (21 de novembre de 1836 - 31 de març de 1853 mort)
- Friedrich von Fürstenberg † (6 de juny de 1853 - 19 d'agost de 1892 mort)
- Théodore Kohn † (16 de gener de 1893 - 10 de juny de 1904 renuncià)
- Franziskus von Sales Bauer † (10 de maig de 1904 - 26 de novembre de 1915 mort)
- Lev Skrbenský Hříště † (5 de maig de 1916 - 6 de juliol de 1920 jubilat)
- Antonín Cyril Stojan † (10 de març de 1921 - 29 de setembre de 1923 mort)
- Leopold Prečan † (10 de novembre de 1923 - 2 de març de 1947 mort)
- Joseph Matocha † (23 de març de 1948 - 3 de novembre de 1961 mort)
  - Sede vacante (1961-1989)
  - Josef Vrana † (1973 - 1987) (administrador apostòlic)
- František Vaňák † (21 de desembre de 1989 - 14 de setembre de 1991 mort)
- Jan Graubner, des del 28 de setembre de 1992

## Estadístiques
A finals del 2013, la diòcesi tenia 745.200 batejats sobre una població de 1.407.000 persones, equivalent al 53,0% del total.
| any  | població  | població  | població | sacerdots | sacerdots       | sacerdots       | sacerdots             | diàques | religiosos | religiosos | parroquies |
| ---- | --------- | --------- | -------- | --------- | --------------- | --------------- | --------------------- | ------- | ---------- | ---------- | ---------- |
| any  | batejats  | total     | %        | total     | clergat secular | clergat regular | batejats por sacerdot | diàques | homes      | dones      |            |
| 1949 | 1.504.156 | 1.726.538 | 87,1     | 1.202     | 1.073           | 129             | 1.251                 |         | 335        | 2.303      | 701        |
| 1970 | ?         | ?         | ?        | 629       | 629             |                 | ?                     |         |            | 1.489      | 650        |
| 1980 | 1.740.000 | 2.165.000 | 80,4     | 659       | 548             | 111             | 2.640                 |         | 111        | 1.825      | 731        |
| 1990 | 1.761.697 | 2.793.798 | 63,1     | 550       | 394             | 156             | 3.203                 |         | 156        | 807        | 731        |
| 1999 | 750.000   | 1.410.000 | 53,2     | 351       | 233             | 118             | 2.136                 | 27      | 165        | 361        | 437        |
| 2000 | 750.000   | 1.410.000 | 53,2     | 347       | 230             | 117             | 2.161                 | 27      | 155        | 357        | 437        |
| 2001 | 750.000   | 1.410.000 | 53,2     | 348       | 227             | 121             | 2.155                 | 27      | 155        | 423        | 437        |
| 2002 | 750.000   | 1.410.000 | 53,2     | 359       | 237             | 122             | 2.089                 | 26      | 161        | 396        | 437        |
| 2003 | 750.000   | 1.410.000 | 53,2     | 366       | 245             | 121             | 2.049                 | 26      | 157        | 385        | 437        |
| 2004 | 732.000   | 1.376.000 | 53,2     | 364       | 246             | 118             | 2.010                 | 30      | 155        | 382        | 437        |
| 2013 | 745.200   | 1.407.000 | 53,0     | 351       | 248             | 103             | 2.123                 | 33      | 125        | 253        | 418        |